# Villino Il Guscio

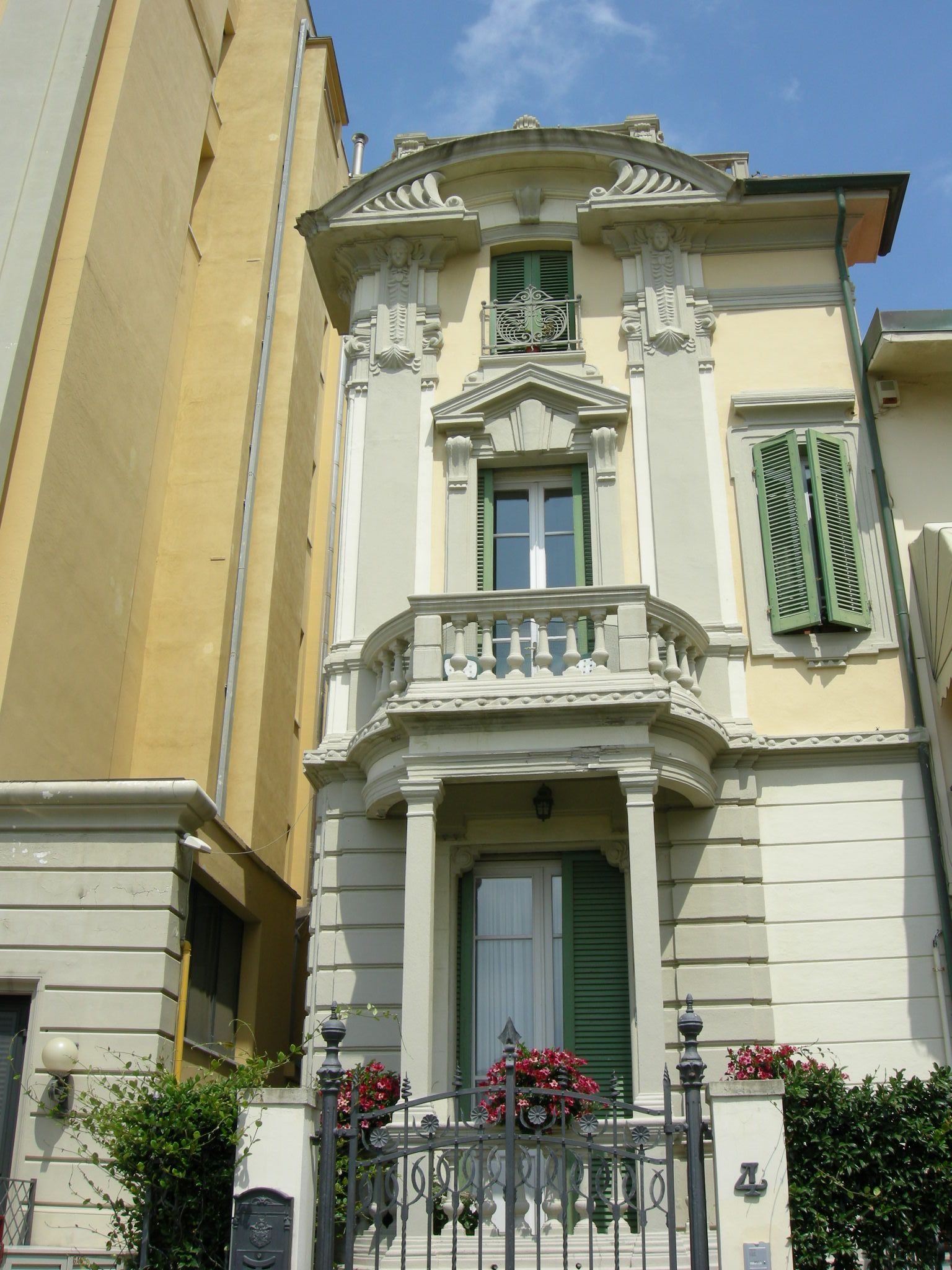
La facciata

Il Villino Il Guscio è una dimora signorile situata in Via D'Annunzio a Viareggio.

## Storia
Il villino, realizzato nel 1914, sorge in Via Gabriele D'Annunzio, nella zona residenziale nei pressi del Viale Carducci. Già da alcuni anni è sottoposto al vincolo di tutela in base alla legge 1089/39.
Del 1991 è un progetto di restauro conservativo e di ristrutturazione che prevede lo svincolo del villino dall'accesso di servizio dell'hotel Belmare, ora impegnato anche dalla scala di sicurezza, e la creazione di un nuovo ingresso su via D'Annunzio, al piano seminterrato.
La ristrutturazione comporta invece una suddivisione interna in tre piccole unità immobiliari disposte una per piano e collegate dalla scala, mantenuta nella posizione originaria, divenuta così condominiale.
A seguito della recente ristrutturazione del vicino Hotel President, sul lato est è stata collocata una scala di emergenza in ferro che ne modifica fortemente la pregevole configurazione originaria, in particolare rendendo illeggibile il prospetto ovest. Il corpo d'angolo, con i frontoni e la terrazza sovrastante, che rappresenta sicuramente la parte più interessante del villino, perde così la sua funzione.
Nelle terrazze di copertura vengono a mancare le visuali verso il mare, dovute all'eccessiva volumetria dell'hotel e il villino risulta stritolato e poco valorizzato nel suo intorno ambientale. I recenti restauri delle coperture e delle facciate, ultimati nel 1990 sono stati utili e fondamentali per il mantenimento del bene, anche se a tutt'oggi si riscontra l'incompletezza dei lavori di ristrutturazione rivolti all'intero recupero dell'edificio.

## Descrizione
Il villino si eleva su quattro piani fuori terra, oltre al seminterrato ed è collocato all'interno di un piccolo lotto vicino all'Hotel President, in via D'Annunzio, a due passi dal mare.
Realizzato in muratura tradizionale, con superfici a intonaco liscio di colore chiaro, il villino è stato recentemente ristrutturato e suddiviso in tre piccoli appartamenti ad uso turistico.
L'aspetto architettonico più interessante del villino non è tanto la configurazione planimetrica, di impianto piuttosto semplice, quanto all'aspetto delle due facciate.
L'edificio è caratterizzato su un lato da un originale doppio motivo verticale costituito da un corpo di fabbrica in primo piano, che segna l'angolo della costruzione, e da un lato più arretrato e più alto, tipologicamente riferibile alla torre, che si innesta a ridosso del primo e si conclude a terrazza.
Di elegante fattura è il piccolo terrazzo del primo piano posto sulla facciata principale sostenuto da due pilastri, che poggiano direttamente sulla balaustra del piano sottostante.